# Инбридинг

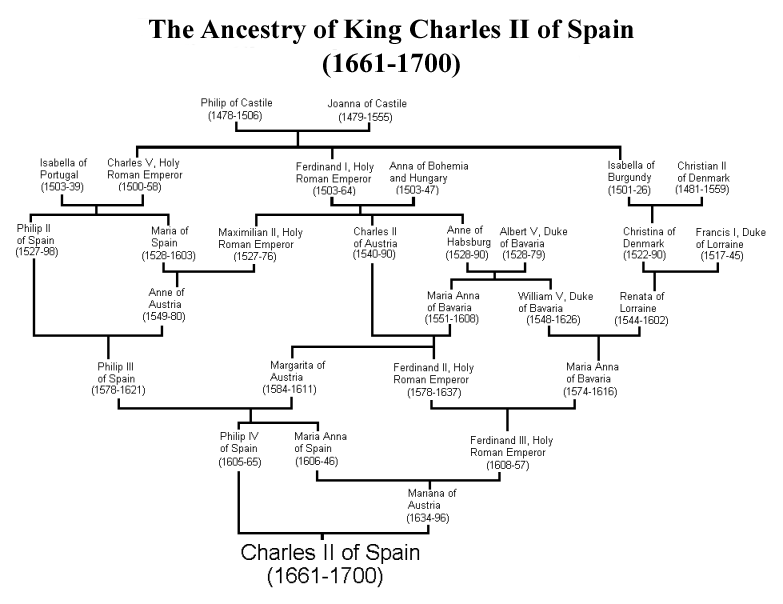
Родословная Карла II, короля Испании. Показывает многочисленные близкородственные браки. Карл был женат дважды, но у него не было жизнеспособных наследников.

Инбри́динг (англ. inbreeding от in «внутри» + breeding «разведение») — форма гомогамии, скрещивание близкородственных форм в пределах одной популяции организмов (животных или растений).
Термин «инбридинг» обычно используется в отношении животных, а для растений более распространён термин «инцухт» (нем. Inzucht); этот термин также используется при описании результата близкородственных браков среди аристократических семей.
Инцест является ярко выраженной формой инбридинга, когда спаривание происходит между особями, связанными прямым родством. Предельная форма инбридинга — самооплодотворение.
Инбридинг широко используется селекционерами для усиления целевых характеристик породы животных или сорта растений. Наиболее распространённая разновидность инбридинга, которая используется при селекции, называется лайнбридингом (англ. linebreeding). При лайнбридинге потомки спариваются с каким-либо своим предком.
Как известно, диплоидный организм получает каждый ген в двух экземплярах (аллелях) — от отца и от матери. Если эти аллели различаются, то особь называется гетерозиготной (по данному гену), а если не различаются, то гомозиготной. При инбридинге родители являются родственниками и поэтому имеют много одинаковых аллелей, в результате чего гомозиготность увеличивается с каждым поколением.
Инбридинг приводит к повышению постоянства фенотипических признаков в потомстве и, в конечном итоге, производится для получения линий генетически идентичных особей (инбредные линии), на которых удобно проводить биологические и медицинские эксперименты.
При близкородственном скрещивании (или самоопылении у растений) может возникать инбредная депрессия: уменьшение урожайности растительных культур, измельчание животных, возникновение аномалий и уродств. Это объясняется гомозиготностью по вредным рецессивным аллелям и решается выбраковкой носителей дефективных генов.
Степень гомозиготности, то есть степень инбридинга, определяют по предложенной Райтом (S. Wright) формуле:
| {\displaystyle F_{x}=\sum ({\frac {1}{2}})^{n+n_{1}-1}}, |

где {\displaystyle F_{x}} — коэффициент инбридинга, {\displaystyle n} — число поколений от общего предка по линии матери, {\displaystyle n_{1}} — число поколений от общего предка по линии отца. Коэффициент инбридинга показывает не только вероятность гомозиготности особи по данному аллелю, но и то, что оба аллеля этого локуса идентичны по своему происхождению. Если общий предок сам по себе уже был инбредным, то в формулу вводится поправка на инбредность общего родителя ({\displaystyle 1+fa}), и формула приобретает вид:
| {\displaystyle F_{x}=\sum [({\frac {1}{2}})^{n+n_{1}-1}(1+fa)]}. |

В том случае, когда особь в своей родословной имеет несколько общих предков, коэффициент инбридинга определяют путем суммирования коэффициентов инбридинга на каждого общего предка. Показателем {\displaystyle F_{x}} можно определить степень инбридинга популяции. В этом случае коэффициент И. отражает частоту гомозигот в изучаемой популяции по сравнению с панмиксной популяцией. Коэффициент инбридинга является величиной вероятности и изменяется в пределах от 0 до 1. Значение {\displaystyle F_{x}=0} соответствует панмиксии, a {\displaystyle F_{x}=1} является показателем того, что браки в исследуемой семье заключались исключительно между родственниками.

## Гибриды в растениеводстве
Инбридинг — популярная система спаривания родственных особей. Выведенное потомство имеет высокий уровень гомозиготности, низкий размах изменчивости признаков и сниженную жизнеспособность. Особую популярность инбридинг имеет в растениеводстве и животноводстве, основная его цель получить гибриды с высокой продуктивностью. Цель селекционера заключается в использовании гетерозиса, или жизненной силы гибрида, которая проявляется с наибольшим эффектом в поколении F1, — чтобы получить желаемое преимущество в урожайности или по некоторой другой характеристике в результирующем поколении, или гибриде. Этот гетерозис особенно хорошо выражен в случае скрещиваний между инбредными линиями, но может также показать преимущество в рамках других систем.
Гибрид, полученный путём однократного скрещивания между двумя инбредными линиями, обычно оказывается высоко однородным. Факт наличия гетерозиготности не имеет последствий, так как обычно дальнейшего размножения сверх поколения F1 не проводится